# Tadeusz Ochlewski
Tadeusz Ochlewski (* 22. März 1894 in Olszana (Ukraine); † 26. Januar 1975 in Warschau) war ein polnischer Violinist, Musikpädagoge und Musikpublizist.

## Leben und Werk
Tadeusz Ochlewski besuchte von 1913 bis 1917 das Konservatorium von St. Petersburg und von 1917 bis 1925 das Konservatorium von Warschau. 1925 studierte er dann bei Wanda Landowska ältere Musik, deren Verbreitung er sich als konzertierender Künstler wie auch als Verwaltungsmitglied einer Genossenschaft von Liebhabern der Alten Musik zur Hauptaufgabe machte.
Von 1921 bis 1931 gehörte Tadeusz Ochlewski dem Warschauer Opernorchester an. Er trat aber auch als Solist und Kammermusiker auf. Von 1930 bis 1939 leitete er den Verlag Towarzystwo Wydawnictw Muzyki Polskiej, von 1945 bis 1965 den Verlag Polskie Wydawnictwo Muzyczne in Krakau. Seit 1963 leitete er das Ensemble für Alte Musik Con moto ma catabile.
Von 1927 bis 1939 lehrte Tadeusz Ochlewski als Professor für Violine am Warschauer Konservatorium.